# Lepanus ustulatus
Lepanus ustulatus är en skalbaggsart som beskrevs av Lansberge 1874. Lepanus ustulatus ingår i släktet Lepanus och familjen bladhorningar. Inga underarter finns listade i Catalogue of Life.